# Paw Lagermann
Paw Karl Lagermann (født 30. juli 1977 i Vanløse) er en dansk producer, sangskriver og lejlighedsvis vokalist i den danske dance- og popduo Infernal, som han dannede sammen med Lina Rafn og Søren Haahr i 1997.
Han er bosat på Frederiksberg med kæresten Ditte, som han har dannet par med siden 2003.
Siden 2014 er Paw Lagermann en af ejerne af Danmarks største natklub Klosteret.